# Espace-temps (album)
Albums de Maska
Akhal Teke
(2017)
Singles
1. Prie pour moi
Sortie : 9 mai 2014
2. Rahh
Sortie : 1er août 2014
3. Profiter de ma life
Sortie : 29 août 2014
4. Yin / Yang
Sortie : 14 octobre 2014
5. Espace-temps
Sortie : 12 novembre 2014
6. Rien sans les autres
Sortie : 3 décembre 2014

Espace-temps est le premier album de Maska sorti le 20 octobre 2014. Il compte 15 titres. Il s'écoule à plusieurs milliers d'exemplaires grâce à des titres phares tels que Prie pour moi (feat. Maître Gims), Profiter de ma life (feat. Dr. Beriz et Black M, avec la participation exclusive de Noom Diawara pour le clip) ou Rien sans les autres.

## Genèse
Après l'énorme succès de Sexion d'assaut, les différents membres du groupe se lancent dans des projets solos. Si Lefa et Barack Adama se retirent du milieu de la musique, ce n'est pas le cas de Maître Gims qui, en 2013, sort son premier album Subliminal qui connaît un succès public avec environ 1 100 000 exemplaires vendus. En 2014,  Black M se lance à son tour dans une carrière solo avec la sortie de son album Les Yeux plus gros que le monde qui s'écoule à un peu moins de 900 000 exemplaires. Fort du succès de ses prédécesseurs, Maska entreprend, lui aussi de faire un album. C'est Maître Gims qui dévoile, lors de son Planète Rap qui lui est consacré, le retour de Maska en solo.

## Promotion
Pour la promotion de l'album, Maska dévoile comme Maitre Gims & Black M, une web série qui à le nom de l'album Espace-temps où il y a des titres qu'il ne sont pas dans l'album. :
- Épisode I : Espace-temps : Mon mal être ft. Dr Beriz
- Épisode II : Espace-temps : Un grain de folie : "Un grain de folie" est le second épisode de la série "En attendant Espace Temps" de Maska. Dans cet extrait, Maska attise la haine d'un homme marié avec une femme, et dont cette dernière, le trompe et le préfère avec Maska "J'ai un grain de folie, j'ai charmé ta gow"[6] ; "J'ai serré ta go, donc t'as rayé ma gov'. Elle préfère ma peau et veut rester ta pote"[6]. Le clip, a depuis été supprimé de la plateforme YouTube.
- Épisode III : Espace-temps : Ça va aller : "Ca va aller" est le troisième épisode de la série "En attendant Espace Temps" de Maska. Le morceau est un message d'espoir pour toutes les personnes devant surmonter des épreuves dans leur vie : "Ta femme te quitte, t'es triste, ça va aller. Ton boss te vire, t'as peur, ça va aller. Une maladie t'atteint, ça va aller. Un proche est mort, c'est dur à avaler"[7]. Il encourage cependant de se relever et de se battre "J'suis tombé j'me relève mais la chute laisse des marques J'vois qu'les faibles s'écartent mais moi je n'cesse de m'battre"[7] Le clip à quant à lui été visionné plus d'1 000 000 de fois[8].
- Épisode IV : Espace-temps : Parcours de rêve : Le 5 février 2014, Maska sort le troisième épisode de sa série. Il s'intitule "Parcours De Rêve". Dans cette musique, Maska retrace son parcours, de ces débuts (en 2002) à aujourd'hui. Tourné en Guadeloupe en 2013, il a été visionné près de 500 000 fois.
- Épisode V : Espace-temps : Laisse passer l'artiste : "Laisse passer l'artiste" est le cinquième épisode de la série "En attendant Espace Temps" de Maska. Dans ce son, le rappeur originaire de la Lozère, est assez provoquant, notamment auprès de la concurrence : "S'teu plaît, reste en bas, j'aime être seul au sommet" ; "J'suis là pour la coupe, je viens pas pour perdre".
- Épisode VI : Espace-temps : Drapeau tâché de sang : Dans un texte bourré de punchlines qui remettent en cause l'identité nationale. « La France est belle mais elle me peine » scande l'artiste, qui regrette « des États qui s’empiffrent », « jusqu'à chier sur leur peuple »[9].

## Accueil commercial
L'album se vend à un peu moins de 5 000 exemplaires (achats, streaming, téléchargement). Il fait donc beaucoup moins bien que Maître Gims (double disque de diamant pour Subliminal, Mon cœur avait raison ou encore Ceinture noire), Black M (disque de diamant avec Les Yeux plus gros que le monde et triple disque de platine avec Éternel Insatisfait) ou encore Lefa (disque d'or avec Monsieur Fall). 
Désapprouvé par la critique et n'atteignant pas les ventes escompté, ce projet sera totalement oublié par le public rap.

### Classements hebdomadaires
| Classement                   | Meilleure position |
| ---------------------------- | ------------------ |
| France (SNEP)                | 14                 |
| Belgique (Wallonie Ultratop) | 120                |

## Clips vidéo
- Prie pour moi (feat. Maître Gims) : 9 mai 2014
- Rahh : 1 août 2014[12]
- Profite de ma life (feat. Dr. Beriz et Black M) : 26 septembre 2014
- Yin / Yang (feat. Abou Debeing) : 14 octobre 2014
- Espace-temps : 12 novembre 2014
- Rien sans les autres : 3 décembre 2014

## Liste des titres
| No  | Titre                                            | Auteur                   | Compositeur(s)          | Durée |
| --- | ------------------------------------------------ | ------------------------ | ----------------------- | ----- |
| 1.  | Sommaire                                         | Maska                    | Maître Gims, Stan-E     | 5:23  |
| 2.  | J'implose (feat. Dadju)                          | Maska, Dadju             | Maître Gims, Stan-E     | 3:10  |
| 3.  | Ère du temps                                     | Maska                    | Stan-E, Shyne Bangerz   | 3:36  |
| 4.  | Prie pour moi (feat. Maître Gims)                | Maska, Maître Gims       | Renaud Rebillaud        | 4:09  |
| 5.  | Rien sans les autres                             | Maska                    | Dany Synthé             | 3:36  |
| 6.  | Mes peines perdues (feat. Lynda)                 | Maska, Lynda             | Cello, Casa One         | 3:58  |
| 7.  | Qui les a blessés ? (feat. Dadju)                | Maska, Dadju             | Renaud Rebillaud, Maska | 4:00  |
| 8.  | Profiter de ma life (feat. Black M et Dr. Beriz) | Maska, Black M, Dr Beriz | Renaud Rebillaud, Maska | 3:01  |
| 9.  | Yin / Yang (feat. Abou Debeing)                  | Maska, Abou Debeing      | Shine Bangerz           | 5:01  |
| 10. | Tout le mal (feat. Stan-E)                       | Maska, Stan-E            | Stan-E                  | 4:13  |
| 11. | Relativise (feat. Abou Tall)                     | Maska, Abou Tall         | Renaud Rebillaud, Maska | 3:34  |
| 12. | Rahh                                             | Maska                    | Oster                   | 3:48  |
| 13. | Mama                                             | Maska                    | Maska, Renaud Rebillaud | 3:36  |
| 14. | Prêt à tout                                      | Maska                    | Maska, Stan-E           | 3:54  |
| 15. | Espace-temps                                     | Maska                    | Oster                   | 5:04  |